# てんびん座イオタ1星
てんびん座ι1星（てんびんざイオタ1せい、ι1 Librae、ι1 Lib）は、てんびん座にある恒星である。年周視差を基に太陽系からの距離を計算すると、およそ380光年である。多重連星系であると考えられ、4つの恒星で構成される可能性が高いとみられる。主星は、ケイ素の過剰な特異星で、りょうけん座α2型変光星かもしれないとされる。

## 星系
てんびん座ι1星は、非常に近接した二重星である。発見したのは、南アフリカのユニオン天文台のファン・デン・ボスで、1939年から1940年にかけて観測し、てんびん座ι1星を2つの恒星に分離した。スペックル干渉法が確立すると、多くの位置測定が重ねられ、軌道運動の1周期が網羅されるにいたって、ハインツにより軌道要素が求められ、真の連星であることが確定した。この対の恒星は、てんびん座ι1星Aa、てんびん座ι1星Abと呼ばれる。てんびん座ι1星AaとAbは、離心率0.249の軌道を23.472年周期で公転する連星系である。
Aa–Abの対よりはるか以前に、ウィリアム・ハーシェルによって1分弱離れた位置にある10等星てんびん座ι1星B（BD −19°4048）が記録され、既に二重星として知られていた。また、てんびん座ι1星Bも二重星であることが、1878年にシャーバーン・バーナムによって発見され、この伴星はてんびん座ι1星Cと呼ばれる。
Aa–Ab系だけでなく、A–B系は固有運動が共通する連星系であると考えられ、B–C系もまた連星であると考えられることから、てんびん座ι1星系は四重連星系である可能性が高いとされる。なお、てんびん座ι1星Aは分光連星であるという報告もされており、その視線速度変化の周期や振幅が、Aa–Ab系の視覚的な軌道運動とは合わないことから、みつかっていないもう1つの恒星を含む5重連星系である可能性も、輝星星表やワシントン重星カタログでは指摘されている。

## 特徴

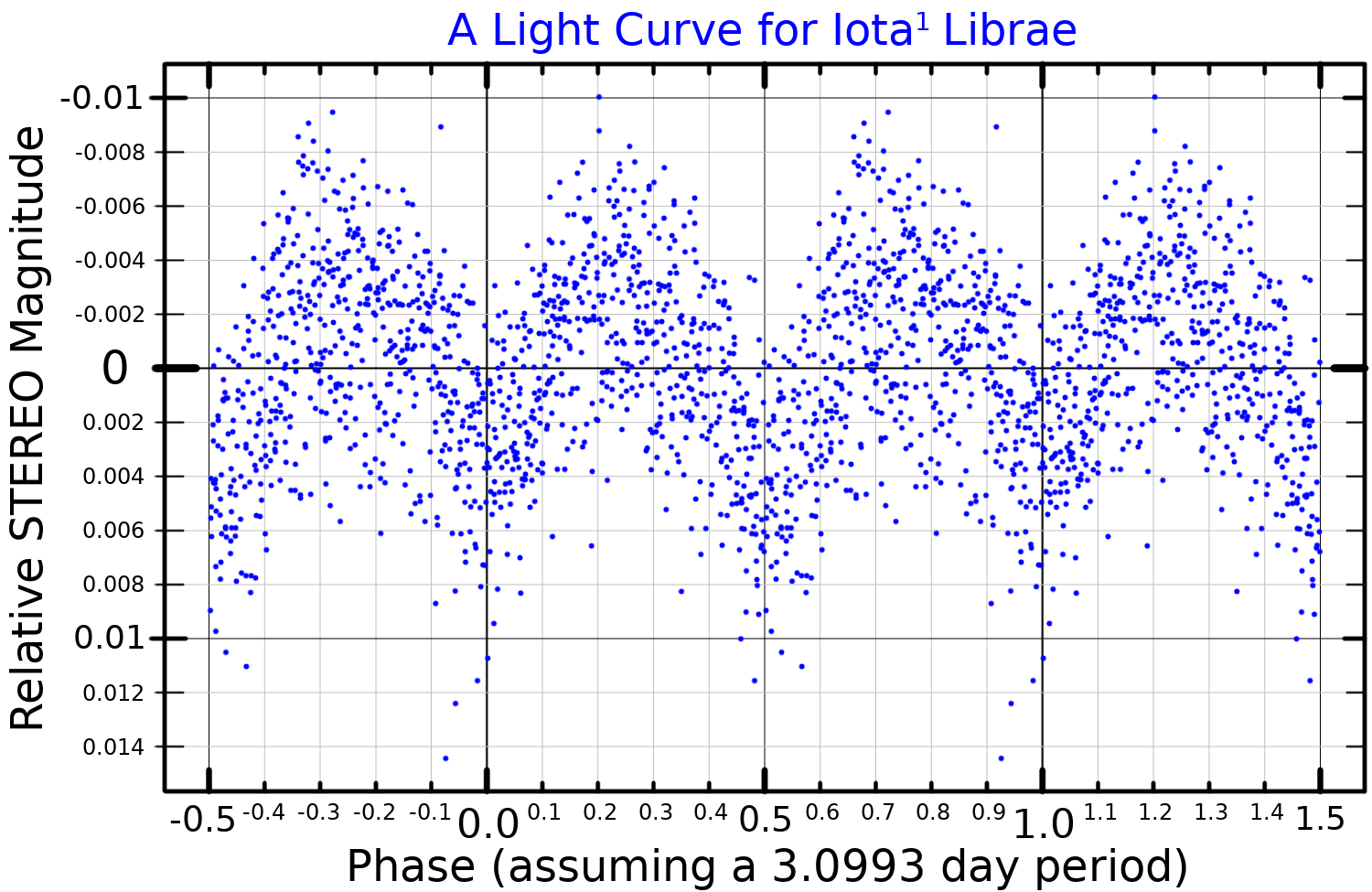
STEREOの観測結果に基づいて作図した、てんびん座ι^{1}星の光度曲線（Wraight et al. (2012) からの翻案）。

てんびん座ι1星AaとAbは、見かけの等級が5.1等と5.5等で、どちらもB9型星とみられ、主星Aは準巨星ないし主系列星、伴星Abは主系列星と予想される。スペクトルに、おそらく主星Aaに起因するとみられる、非常に強いケイ素の吸収線がみえる特異星で、スペクトル型はB9 Siと分類される。軌道運動から力学的に計算したAa–Ab系の合計質量は、太陽のおよそ6.2倍で、主星Aaのみだと太陽の3.6倍程度の質量になるとみられる。てんびん座ι1星Aでは、変光も報告されており、合成等級で4.53等から4.56等の範囲を変光するとされる。変光しているのはおそらく主星の方で、変光星の種類とすればりょうけん座α2型変光星と予想される。光度曲線から周期も見積もられ、約3.1日である。
てんびん座ι1星BとCは、どちらも11等星で、G型星とされる。この対には、スペクトル型としてG5 IVが示されている。

## 名称
中国では、てんびん座ι1星は二十八宿の一つ氐宿（拼音: Dī Xiù）をてんびん座α星、てんびん座γ星、てんびん座β星と共に形成する。てんびん座ι1星自身は氐宿二（拼音: Dī Xiù èr）すなわち氐宿の2番星と呼ばれる。